# Saint-Front-la-Rivière
Pour les articles homonymes, voir Saint-Front.
Saint-Front-la-Rivière est une commune française située dans le département de la Dordogne, en région Nouvelle-Aquitaine.
Elle est intégrée au parc naturel régional Périgord-Limousin.

## Géographie

### Généralités
Dans le nord du département de la Dordogne, à l'intérieur du parc naturel régional Périgord-Limousin, la commune de Saint-Front-la-Rivière se trouve dans le Nontronnais. C'est une commune rurale qui fait partie de l'aire d'attraction de Nontron, zonage d’étude défini par l'Insee, qui a remplacé en 2020 l'aire urbaine de Nontron dont la commune ne faisait pas partie. Elle est traversée par la Dronne.
Le bourg, implanté en rive gauche de la Dronne et traversé par la route départementale (RD) 83, se situe, en distances orthodromiques, huit kilomètres au sud-est de Nontron, quatorze kilomètres au nord-nord-est de Brantôme et seize kilomètres à l'ouest-nord-ouest de Thiviers.
La commune est également desservie par la RD 3.

### Communes limitrophes
Saint-Front-la-Rivière est limitrophe de cinq autres communes.
| Sceau-Saint-Angel | Saint-Pardoux-la-Rivière |                   |
|                   | Saint-Front-la-Rivière   | Milhac-de-Nontron |
| Quinsac           |                          | Villars           |

### Géologie et relief

#### Géologie
Situé sur la plaque nord du Bassin aquitain et bordé à son extrémité nord-est par une frange du Massif central, le département de la Dordogne présente une grande diversité géologique. Les terrains sont disposés en profondeur en strates régulières, témoins d'une sédimentation sur cette ancienne plate-forme marine. Le département peut ainsi être découpé sur le plan géologique en quatre gradins différenciés selon leur âge géologique. Saint-Front-la-Rivière est située dans le deuxième gradin à partir du nord-est, un plateau formé de roches calcaires très dures du Jurassique que la mer a déposées par sédimentation chimique carbonatée, en bancs épais et massifs.
Les couches affleurantes sur le territoire communal sont constituées de formations superficielles du Quaternaire et de roches sédimentaires datant pour certaines du Cénozoïque, et pour d'autres du Mésozoïque. La formation la plus ancienne, notée j2-3, date du Bajocien supérieur au Bathonien inférieur, composée de calcaires oolithiques blancs à ciment cristallin et à stratifications planes, entrecroisées ou obliques, évoluant en alternance avec un calcaire bioclastique beige oolithique à pelletoïdes, calcaire blanc crayeux. La formation la plus récente, notée CFp, fait partie des formations superficielles de type colluvions indifférenciées de versant, de vallon et plateaux issues d'alluvions, molasses, altérites. Le descriptif de ces couches est détaillé dans  les feuilles « no 734 - Nontron » et « no 735 - Thiviers » de la carte géologique au 1/50 000 de la France métropolitaine, et leurs notices associées,.

Carte géologique de Saint-Front-la-Rivière.

#### Relief et paysages
Le département de la Dordogne se présente comme un vaste plateau incliné du nord-est (491 m, à la forêt de Vieillecour dans le Nontronnais, à Saint-Pierre-de-Frugie) au sud-ouest (2 m à Lamothe-Montravel). L'altitude du territoire communal varie quant à elle entre 125 mètres et 233 mètres,.
Dans le cadre de la Convention européenne du paysage entrée en vigueur en France le 1er juillet 2006, renforcée par la loi du 8 août 2016 pour la reconquête de la biodiversité, de la nature et des paysages, un atlas des paysages de la Dordogne a été élaboré sous maîtrise d’ouvrage de l’État et publié en octobre 2020. Les paysages du département s'organisent en huit unités paysagères,. La commune fait partie du Périgord central, un paysage vallonné, aux horizons limités par de nombreux bois, plus ou moins denses, parsemés de prairies et de petits champs.
La superficie cadastrale de la commune publiée par l'Insee, qui sert de référence dans toutes les statistiques, est de 17,89 km2,,. La superficie géographique, issue de la BD Topo, composante du Référentiel à grande échelle produit par l'IGN, est quant à elle de 18,38 km2.

### Hydrographie

#### Réseau hydrographique
La commune est située dans le bassin de la Dordogne au sein du Bassin Adour-Garonne. Elle est drainée par la Dronne et par un petit cours d'eau, qui constituent un réseau hydrographique de plus de 7 km de longueur totale,.
La Dronne, d'une longueur totale de 200,56 km, prend sa source dans la Haute-Vienne dans la commune de Bussière-Galant et se jette en rive droite de l'Isle — dont elle est le principal affluent — à Coutras en Gironde, au lieu-dit la Fourchée, face à la commune de Sablons,. Elle traverse la commune du nord au sud sur six kilomètres.

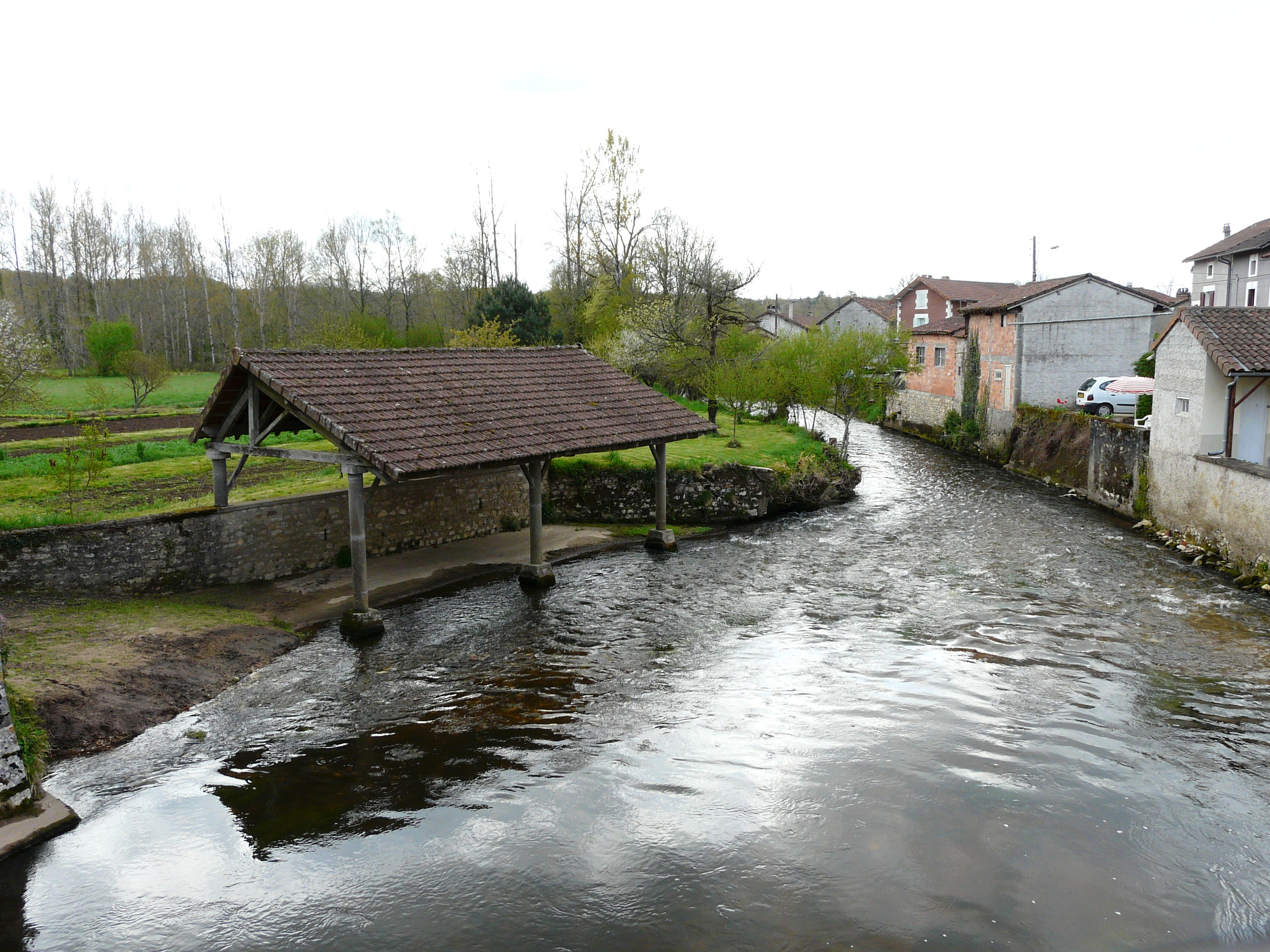
La Dronne à la Varenne.
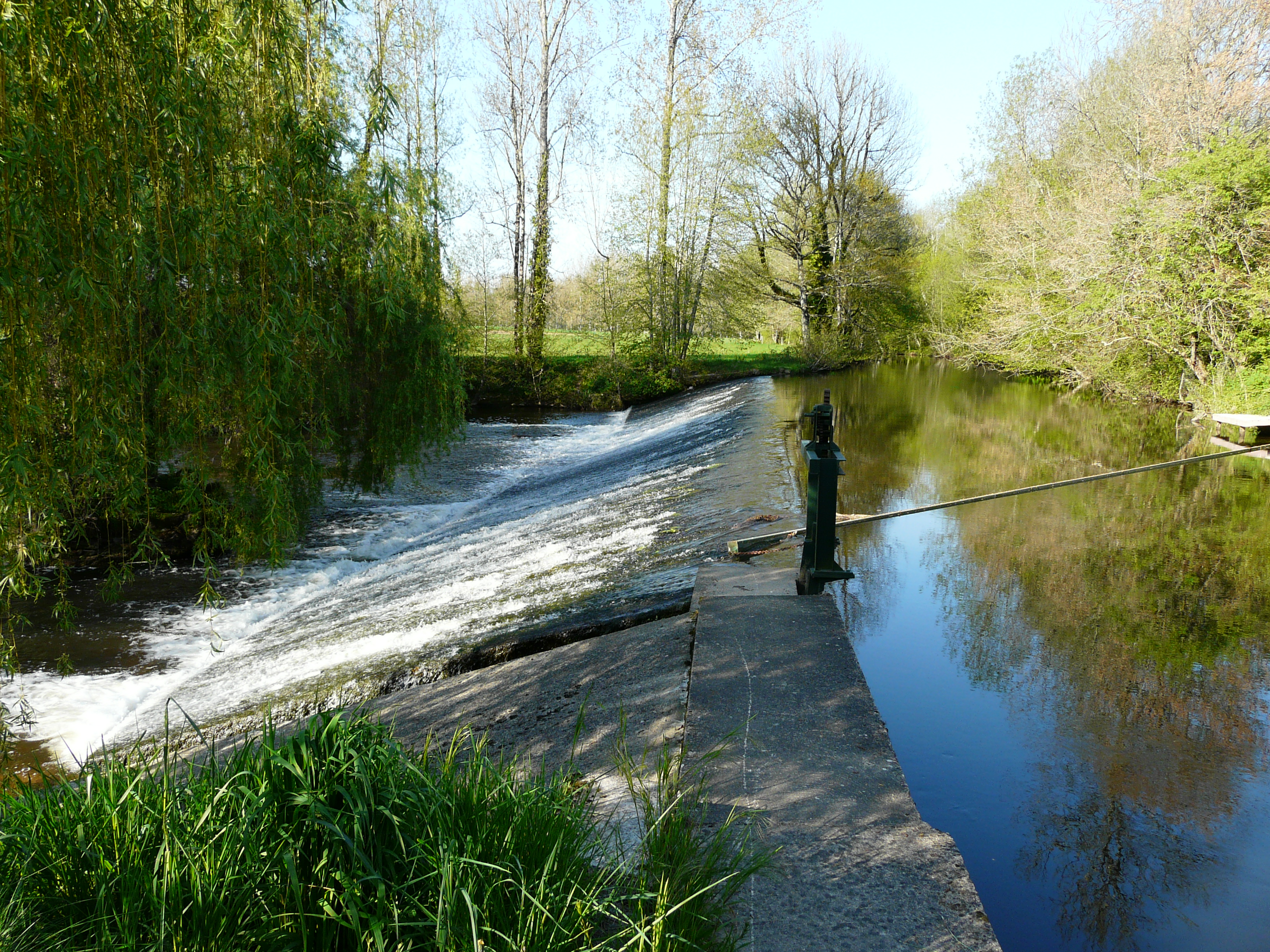
Le barrage du Sablon sur la Dronne.
Réseaux hydrographique et routier de Saint-Front-la-Rivière.

#### Gestion et qualité des eaux
Le territoire communal est couvert par le schéma d'aménagement et de gestion des eaux (SAGE) « Isle - Dronne ». Ce document de planification, dont le territoire regroupe les bassins versants de l'Isle et de la Dronne, d'une superficie de 7 500 km2, a été approuvé le 2 août 2021. La structure porteuse de l'élaboration et de la mise en œuvre est l'établissement public territorial de bassin de la Dordogne (EPIDOR). Il définit sur son territoire les objectifs généraux d’utilisation, de mise en valeur et de protection quantitative et qualitative des ressources en eau superficielle et souterraine, en respect des objectifs de qualité définis dans le troisième SDAGE  du Bassin Adour-Garonne qui couvre la période 2022-2027, approuvé le 10 mars 2022.
La qualité des eaux de baignade et des cours d’eau peut être consultée sur un site dédié géré par les agences de l’eau et l’Agence française pour la biodiversité.

### Climat
Pour des articles plus généraux, voir Climat de la Nouvelle-Aquitaine et Climat de la Dordogne.
Historiquement, la commune est exposée à un climat océanique aquitain.  
En 2020, Météo-France publie une typologie des climats de la France métropolitaine dans laquelle la commune est exposée à un climat océanique altéré et est dans la région climatique  Aquitaine, Gascogne, caractérisée par une pluviométrie abondante au printemps, modérée en automne, un faible ensoleillement au printemps, un été chaud (19,5 °C), des vents faibles, des brouillards fréquents en automne et en hiver et des orages fréquents en été (15 à 20 jours).
Pour la période 1971-2000, la température annuelle moyenne est de 12,1 °C, avec  une amplitude thermique annuelle de 15,1 °C. Le cumul annuel moyen de précipitations est de 932 mm, avec 13,1 jours de précipitations en janvier et 6,9 jours en juillet. Pour la période 1991-2020, la température moyenne annuelle observée sur la station météorologique de Météo-France la plus proche, sur la commune de Saint-Martin-de-Fressengeas à 10 km à vol d'oiseau, est de 12,4 °C et le cumul annuel moyen de précipitations est de 1 050,4 mm,. 
La température maximale relevée sur cette station est de 38,9 °C, atteinte le 7 août 2020 ; la température minimale est de −11,8 °C, atteinte le 9 février 2012.
Pour afficher une liste d’indicateurs climatiques caractérisant la commune aux horizons 2030, 2050 et 2100 et pouvoir ainsi s'adapter aux changements climatiques, entrer son nom dans Climadiag-commune, un site de Météo-France élaboré à partir des nouvelles projections climatiques de référence DRIAS-2020.

## Urbanisme

### Typologie
Au 1er janvier 2024, Saint-Front-la-Rivière est catégorisée commune rurale à habitat dispersé, selon la nouvelle grille communale de densité à 7 niveaux définie par l'Insee en 2022.
Elle est située hors unité urbaine. Par ailleurs la commune fait partie de l'aire d'attraction de Nontron, dont elle est une commune de la couronne,. Cette aire, qui regroupe 19 communes, est catégorisée dans les aires de moins de 50 000 habitants,.

### Occupation des sols
L'occupation des sols de la commune, telle qu'elle ressort de la base de données européenne d’occupation biophysique des sols Corine Land Cover (CLC), est marquée par l'importance des forêts et milieux semi-naturels (59,1 % en 2018), une proportion sensiblement équivalente à celle de 1990 (58,6 %). La répartition détaillée en 2018 est la suivante : 
forêts (57,9 %), zones agricoles hétérogènes (29 %), prairies (9,7 %), zones urbanisées (2,1 %), milieux à végétation arbustive et/ou herbacée (1,2 %). L'évolution de l’occupation des sols de la commune et de ses infrastructures peut être observée sur les différentes représentations cartographiques du territoire : la carte de Cassini (XVIIIe siècle), la carte d'état-major (1820-1866) et les cartes ou photos aériennes de l'IGN pour la période actuelle (1950 à aujourd'hui).

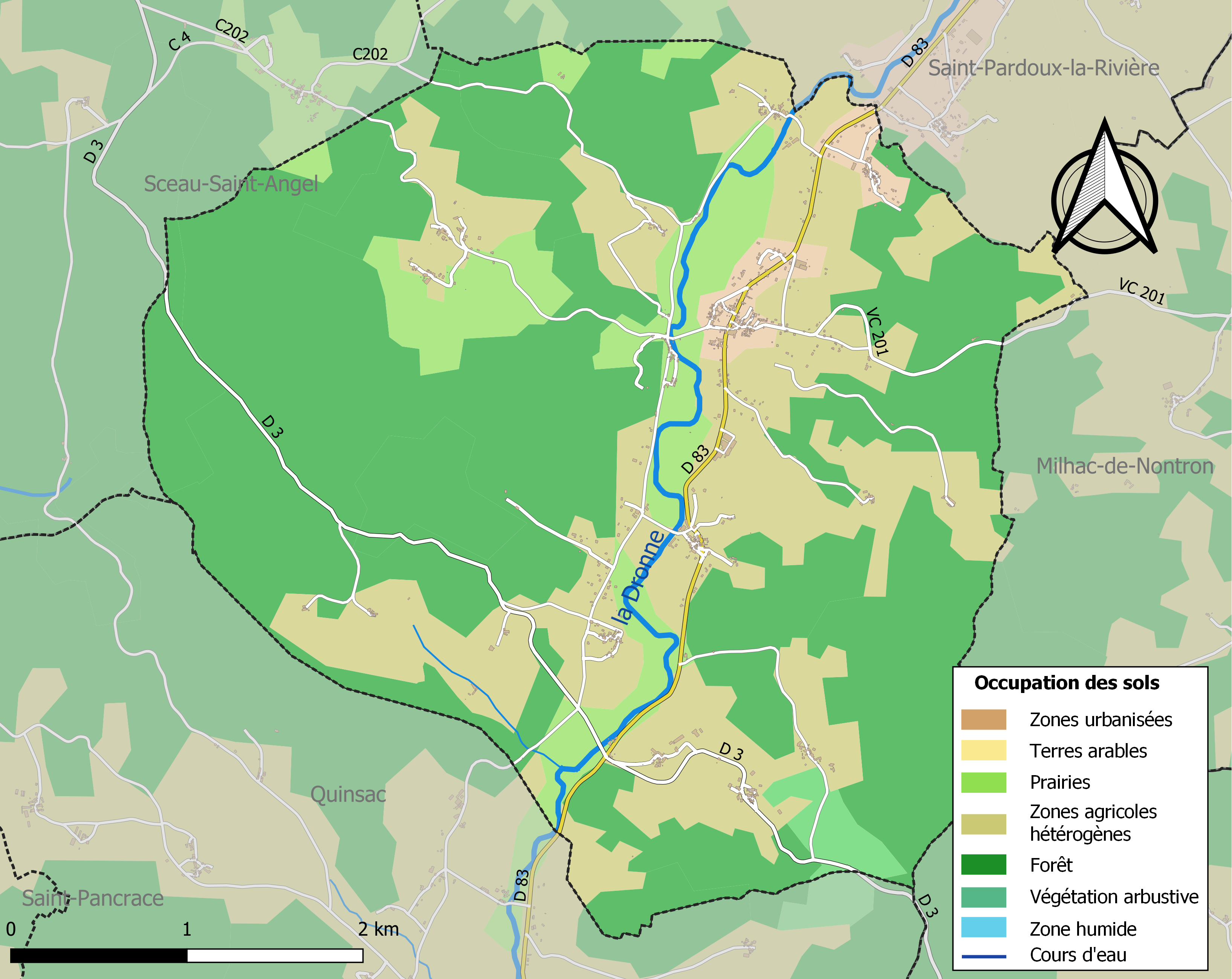
Carte des infrastructures et de l'occupation des sols de la commune en 2018 (CLC).

### Prévention des risques
Le territoire de la commune de Saint-Front-la-Rivière est vulnérable à différents aléas naturels : météorologiques (tempête, orage, neige, grand froid, canicule ou sécheresse), inondations, feux de forêts, mouvements de terrains et séisme (sismicité faible). Un site publié par le BRGM permet d'évaluer simplement et rapidement les risques d'un bien localisé soit par son adresse soit par le numéro de sa parcelle.
Certaines parties du territoire communal sont susceptibles d’être affectées par le risque d’inondation par débordement de cours d'eau, notamment la Dronne. La commune a été reconnue en état de catastrophe naturelle au titre des dommages causés par les inondations et coulées de boue survenues en 1982, 1993 et 1999,. Le risque inondation est pris en compte dans l'aménagement du territoire de la commune par le biais du plan de prévention des risques inondation (PPRI) de la « vallée de la Dronne », couvrant 19 communes et approuvé le 31 janvier 2014, pour les crues de la Dronne,.
Saint-Front-la-Rivière est exposée au risque de feu de forêt. L’arrêté préfectoral du 14 mars 2013 fixe les conditions de pratique des incinérations et de brûlage dans un objectif de réduire le risque de départs d’incendie. À ce titre, des périodes sont déterminées : interdiction totale du 15 février au 15 mai et du 15 juin au 15 octobre, utilisation réglementée du 16 mai au 14 juin et du 16 octobre au 14 février. En septembre 2020, un plan inter-départemental de protection des forêts contre les incendies (PidPFCI) a été adopté pour la période 2019-2029,.

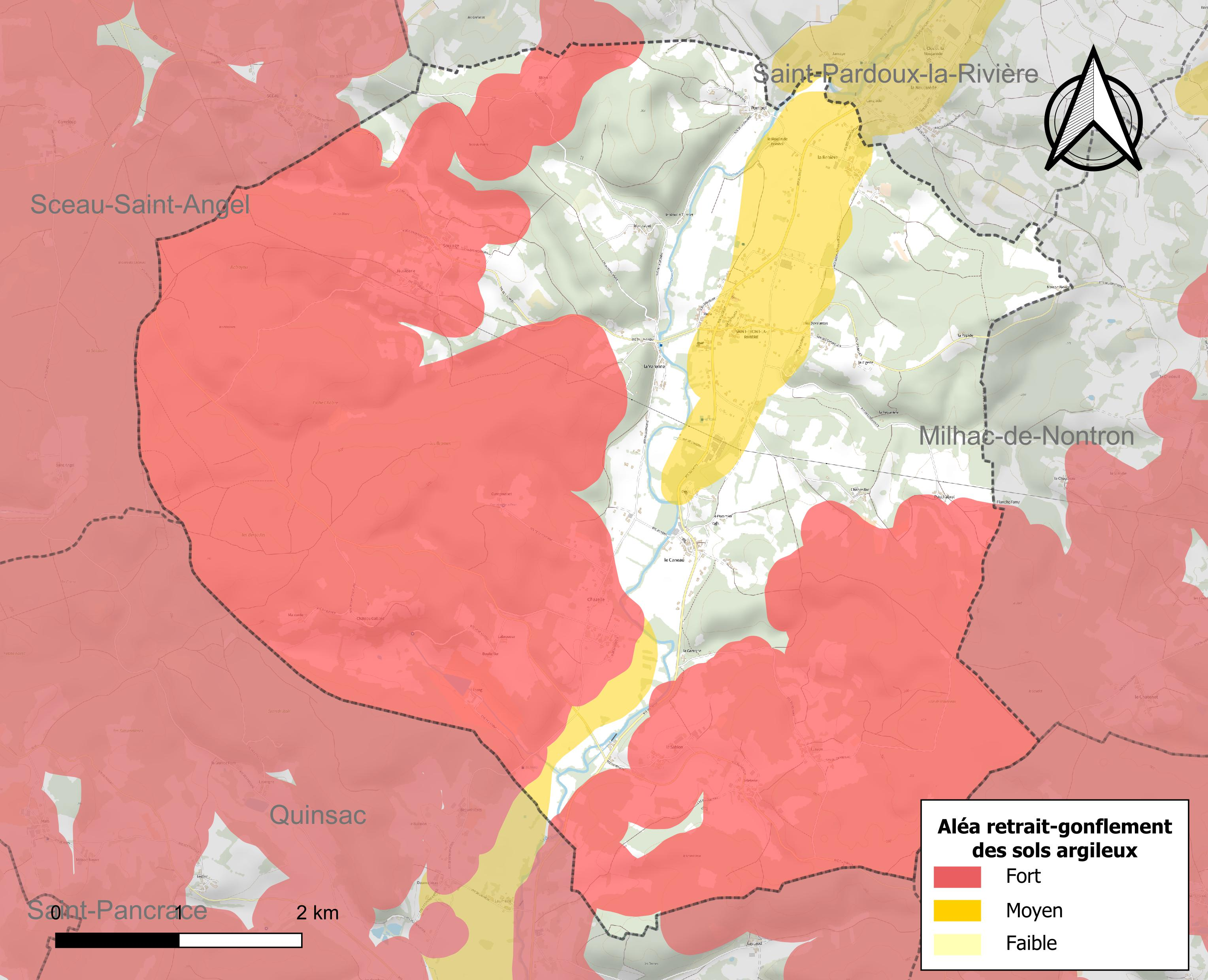
Carte des zones d'aléa retrait-gonflement des sols argileux de Saint-Front-la-Rivière.

Les mouvements de terrains susceptibles de se produire sur la commune sont des tassements différentiels. Le retrait-gonflement des sols argileux est susceptible d'engendrer des dommages importants aux bâtiments en cas d’alternance de périodes de sécheresse et de pluie. 69,1 % de la superficie communale est en aléa moyen ou fort (58,6 % au niveau départemental et 48,5 % au niveau national métropolitain). Depuis le 1er octobre 2020, en application de la loi ÉLAN, différentes contraintes s'imposent aux vendeurs, maîtres d'ouvrages ou constructeurs de biens situés dans une zone classée en aléa moyen ou fort,.
La commune a été reconnue en état de catastrophe naturelle au titre des dommages causés par la sécheresse en 1989, 1992, 2003 et 2005 et par des mouvements de terrain en 1999.

## Toponymie
Le lieu tire son nom de saint Front, légendaire évangélisateur du Périgord. La seconde partie du nom évoque la plaine alluviale de la Dronne qui arrose la commune.
En occitan, la commune porte le nom de Sent Front la Ribiera.

## Histoire
Évoquant son église, la première mention écrite connue du lieu apparaît en 1192 dans une bulle de Célestin III sous la forme latine Ecclesia S. Frontonis de Riparia. Au siècle suivant, le lieu est cité comme Sanctus Fronto de Ripperia. Au XIIIe siècle, Saint-Front était l'une des vingt-sept paroisses dépendant de l'archiprêtré de Condat dont le siège se situait à Champagnac.
La commune porta, au cours de la période révolutionnaire de la Convention nationale (1792-1795), le nom de Front-sur-Dronne.

## Politique et administration

### Intercommunalité
Fin 1995, Saint-Front-la-Rivière intègre dès sa création la communauté de communes du Périgord vert. Celle-ci est dissoute au 31 décembre 2013 et remplacée au 1er janvier 2014 par la communauté de communes du Périgord vert nontronnais. Au 1er janvier 2017, celle-ci fusionne avec la communauté de communes du Haut-Périgord pour former la communauté de communes du Périgord Nontronnais.

### Administration municipale
La population de la commune étant comprise entre 500 et 1 499 habitants au recensement de 2017, quinze conseillers municipaux ont été élus en 2020,.

### Liste des maires
| Période                                  | Période                    | Identité                                   | Étiquette | Qualité                               |
| ---------------------------------------- | -------------------------- | ------------------------------------------ | --------- | ------------------------------------- |
| Les données manquantes sont à compléter. |                            |                                            |           |                                       |
|                                          |                            |                                            |           |                                       |
| ?                                        | mai 1816                   | Jean Dubut, alias Jean Dubut de Saint Paul |           |                                       |
|                                          |                            |                                            |           |                                       |
| ?                                        | (fin 1887 ou janvier 1888) | Degorsse du Genest                         |           |                                       |
| janvier 1888                             | février 1889               | Sarrazin                                   |           |                                       |
| février 1889                             | mai 1900                   | Louis Moreau                               |           |                                       |
| mai 1900                                 | 1902                       | Henri du Genest                            |           |                                       |
| juin 1902                                | mai 1935                   | Durand de Ramefort                         |           |                                       |
| mai 1935                                 | 1944                       | Jean Ortal                                 |           | Docteur                               |
| 1944                                     | mai 1945                   | Jean Ribieras                              |           |                                       |
| mai 1945                                 | 1955                       | Pierre Guichard                            |           |                                       |
| juillet 1955                             | mars 1977                  | Henri Lacour                               |           |                                       |
| mars 1977                                | novembre 1981              | Yvan Breteau                               |           |                                       |
| novembre 1981                            | mars 2008                  | Pierre Dubuisson                           |           |                                       |
| mars 2008                                | janvier 2024               | Maurice Francis Guinot                     | SE        | Maître ouvrier maçon                  |
| janvier 2024                             | mars 2024                  | Jean Touchet                               |           | 1er adjoint faisant fonction de maire |
| mars 2024                                | En cours                   | Jean Touchet                               |           |                                       |

## Équipements et services publics

### Justice
Dans le domaine judiciaire, Saint-Front-la-Rivière relève : 
- du tribunal judiciaire, du tribunal pour enfants, du conseil de prud'hommes et du tribunal de commerce de Périgueux ;
- du pôle Nationalité du tribunal judiciaire de Périgueux (compétent uniquement dans le domaine de la nationalité) ;
- de la cour d'appel, du tribunal administratif et de la  cour administrative d'appel de Bordeaux.

## Population et société

### Démographie
Après avoir connu son maximum au milieu du XIXe siècle avec plus de 1 000 habitants, la population communale a ensuite régulièrement baissé, atteignant son plus bas niveau lors des recensements du XXIe siècle, passant même à partir de 2019 sous la barre des 500 habitants.
L'évolution du nombre d'habitants est connue à travers les recensements de la population effectués dans la commune depuis 1793. Pour les communes de moins de 10 000 habitants, une enquête de recensement portant sur toute la population est réalisée tous les cinq ans, les populations de référence des années intermédiaires étant quant à elles estimées par interpolation ou extrapolation. Pour la commune, le premier recensement exhaustif entrant dans le cadre du nouveau dispositif a été réalisé en 2004.

En 2022, la commune comptait 497 habitants, en évolution de −6,23 % par rapport à 2016 (Dordogne : +0,37 %, France hors Mayotte : +2,11 %).
| 1793 | 1800 | 1806 | 1821 | 1831 | 1836 | 1841 | 1846 | 1851  |
| ---- | ---- | ---- | ---- | ---- | ---- | ---- | ---- | ----- |
| 920  | 905  | 898  | 915  | 997  | 986  | 980  | 980  | 1 015 |

| 1856 | 1861 | 1866 | 1872 | 1876 | 1881 | 1886 | 1891 | 1896 |
| ---- | ---- | ---- | ---- | ---- | ---- | ---- | ---- | ---- |
| 972  | 964  | 940  | 930  | 957  | 975  | 980  | 945  | 864  |

| 1901 | 1906 | 1911 | 1921 | 1926 | 1931 | 1936 | 1946 | 1954 |
| ---- | ---- | ---- | ---- | ---- | ---- | ---- | ---- | ---- |
| 837  | 837  | 809  | 749  | 775  | 716  | 671  | 650  | 674  |

| 1962 | 1968 | 1975 | 1982 | 1990 | 1999 | 2004 | 2006 | 2009 |
| ---- | ---- | ---- | ---- | ---- | ---- | ---- | ---- | ---- |
| 639  | 570  | 586  | 541  | 559  | 543  | 522  | 534  | 527  |

| 2014 | 2019 | 2022 | - | - | - | - | - | - |
| ---- | ---- | ---- | - | - | - | - | - | - |
| 514  | 497  | 497  | - | - | - | - | - | - |

## Économie

### Emploi
En 2015, parmi la population communale comprise entre 15 et 64 ans, les actifs représentent 227 personnes, soit 43,0 % de la population municipale. Le nombre de chômeurs (vingt-deux) a fortement augmenté par rapport à 2010 (neuf) et le taux de chômage de cette population active s'établit à 9,5 %.

### Établissements
Au 31 décembre 2015, la commune compte trente-quatre établissements, dont dix-neuf au niveau des commerces, transports ou services, cinq dans la construction, cinq relatifs au secteur administratif, à l'enseignement, à la santé ou à l'action sociale, trois dans l'agriculture, la sylviculture ou la pêche, et deux dans l'industrie.

## Culture locale et patrimoine

### Lieux et monuments
- Château du Caneau, XIXe siècle
- Château de Pommier, XVe et XVIIe siècles, inscrit aux monuments historiques depuis 1959
- Château de la Renaudie (ruines du), XIIIe au XVIe siècle, inscrit depuis 1946
- Château Saulnier, XIIIe et XVIe siècles, inscrit depuis 1969
- Église  Saint-Front, romane avec coupole sur le chœur, nef du XVIe siècle et clocher-mur.

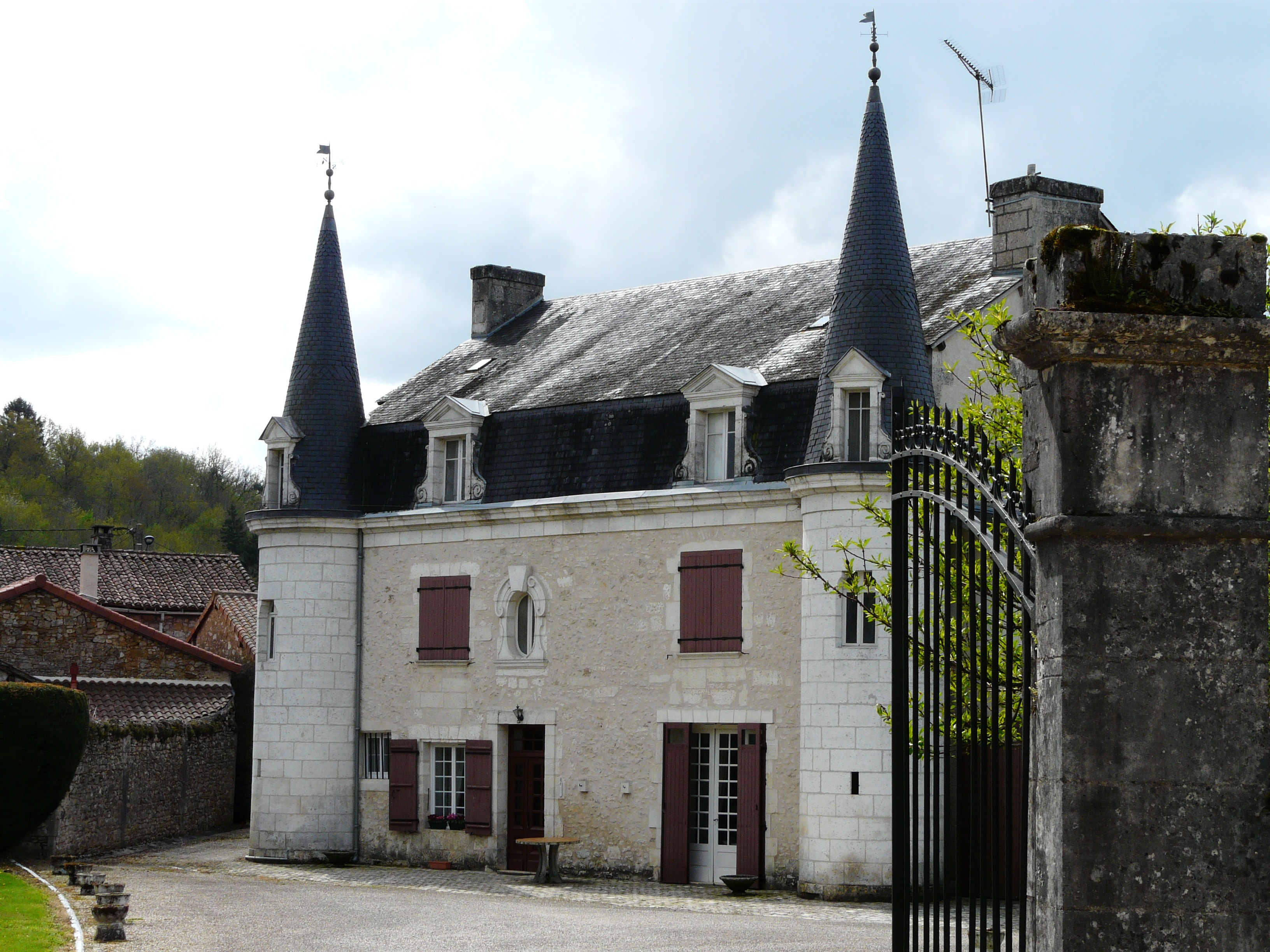
Le château du Caneau.
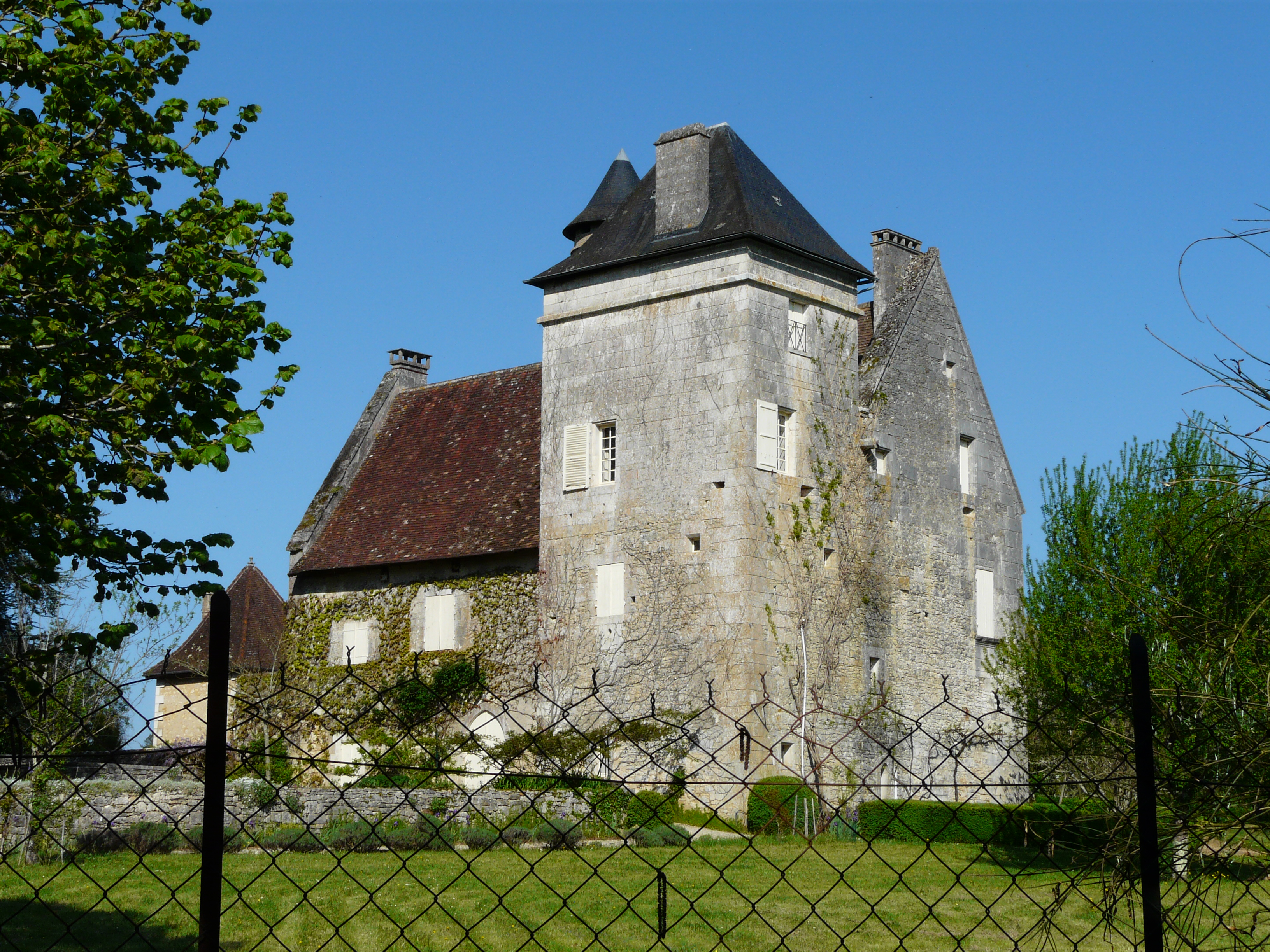
Le château de Pommier.
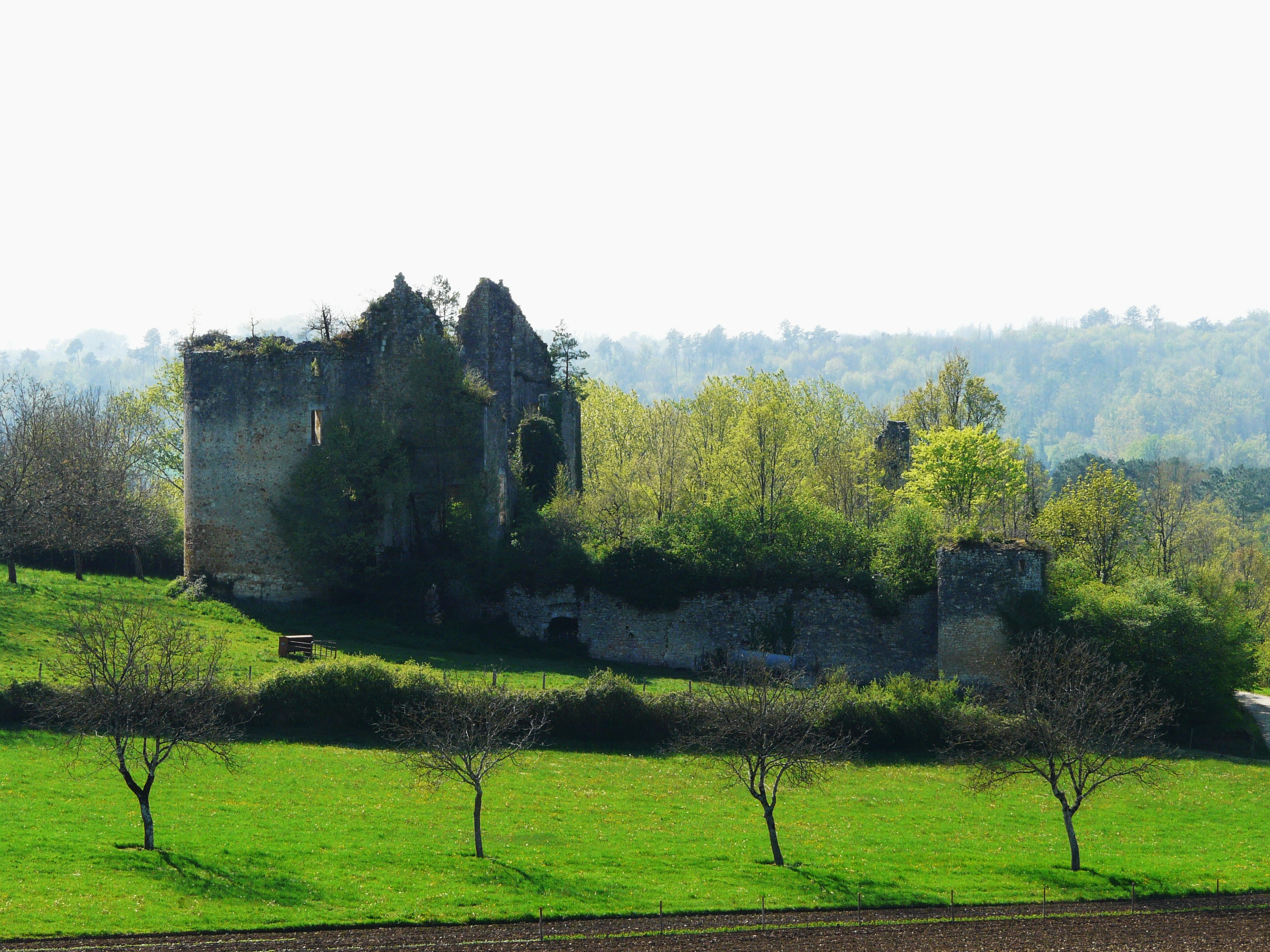
Les ruines du château de la Renaudie.
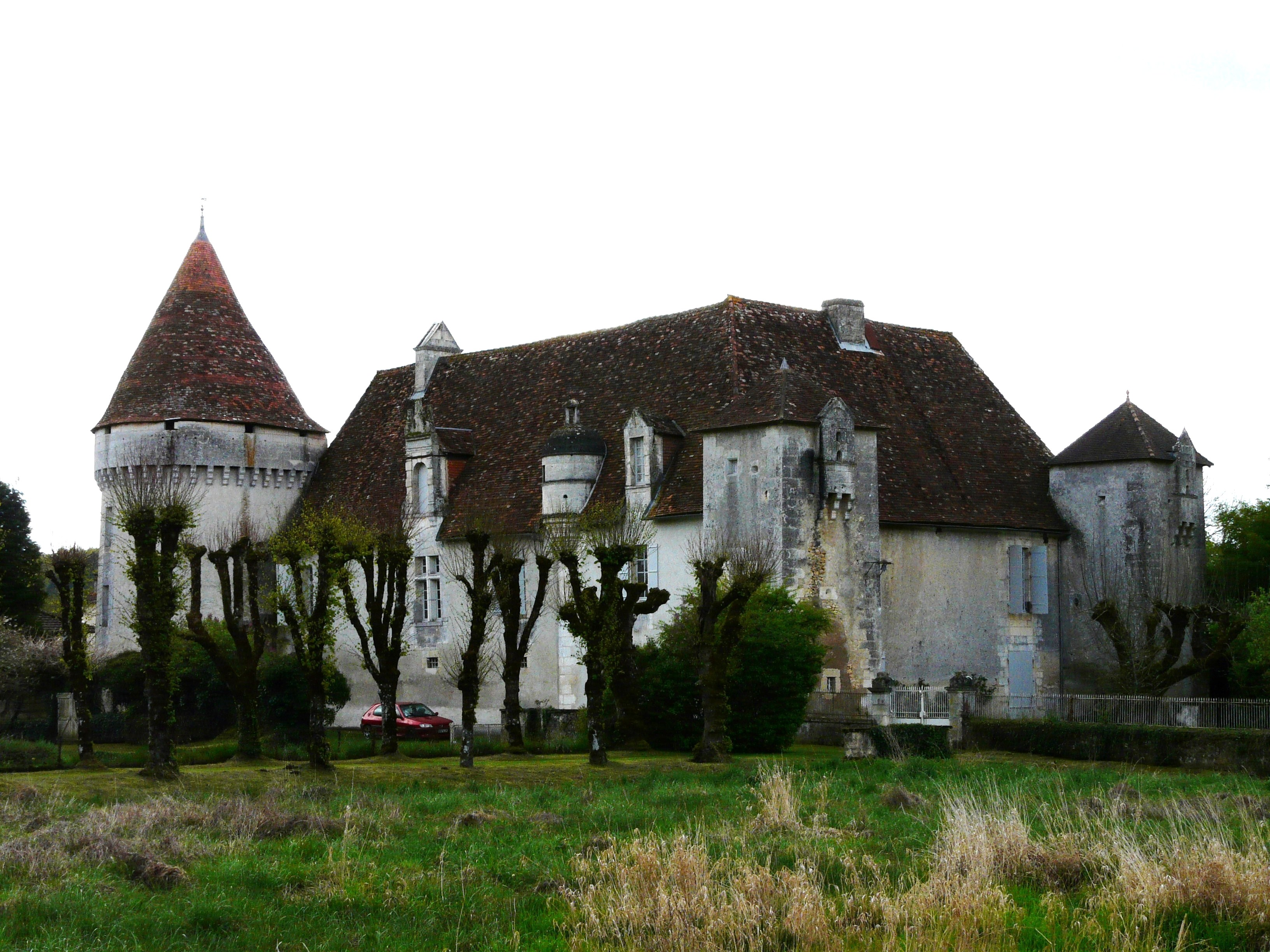
Le château Saulnier.
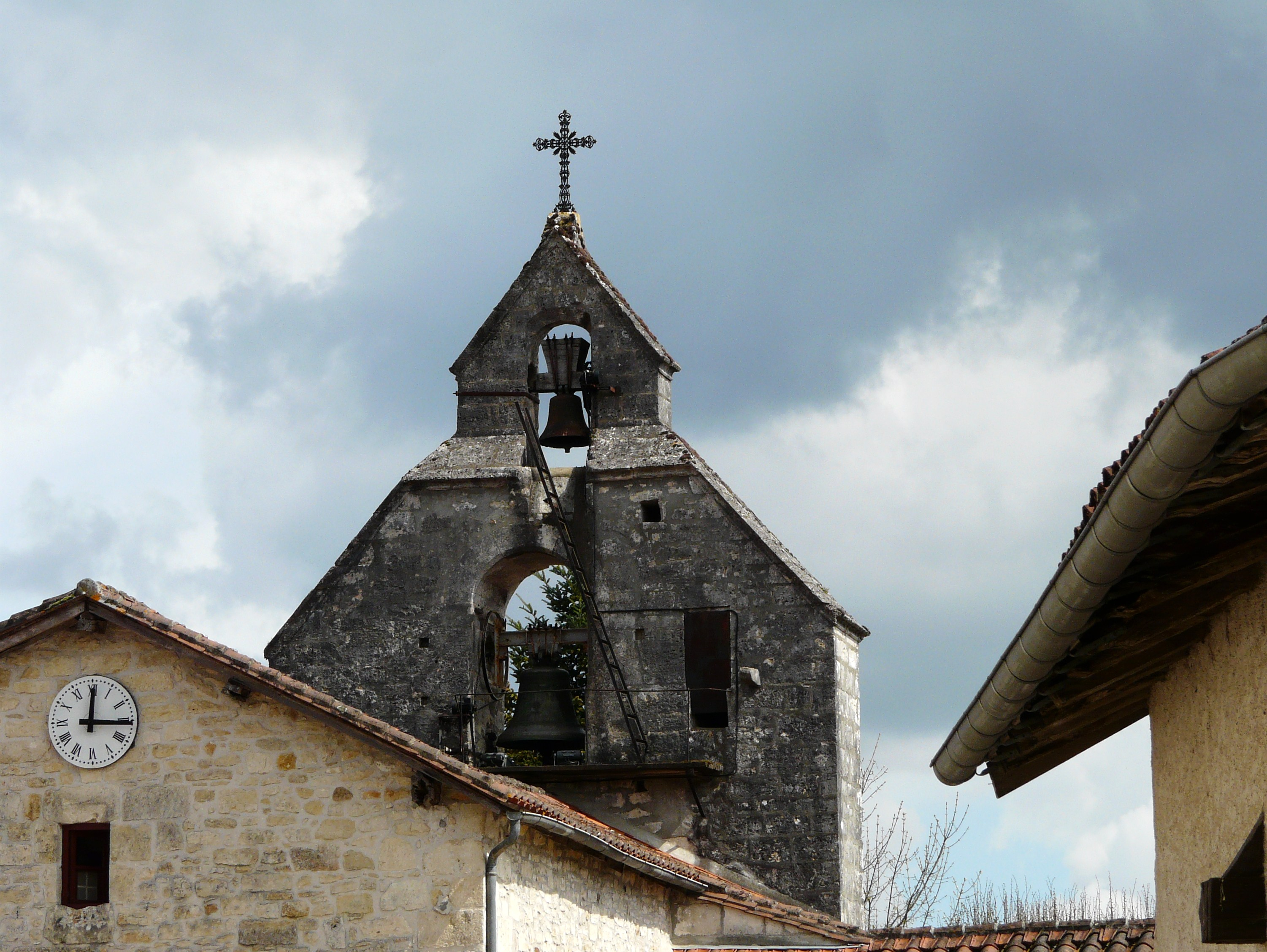
Le clocher de l'église Saint-Front.
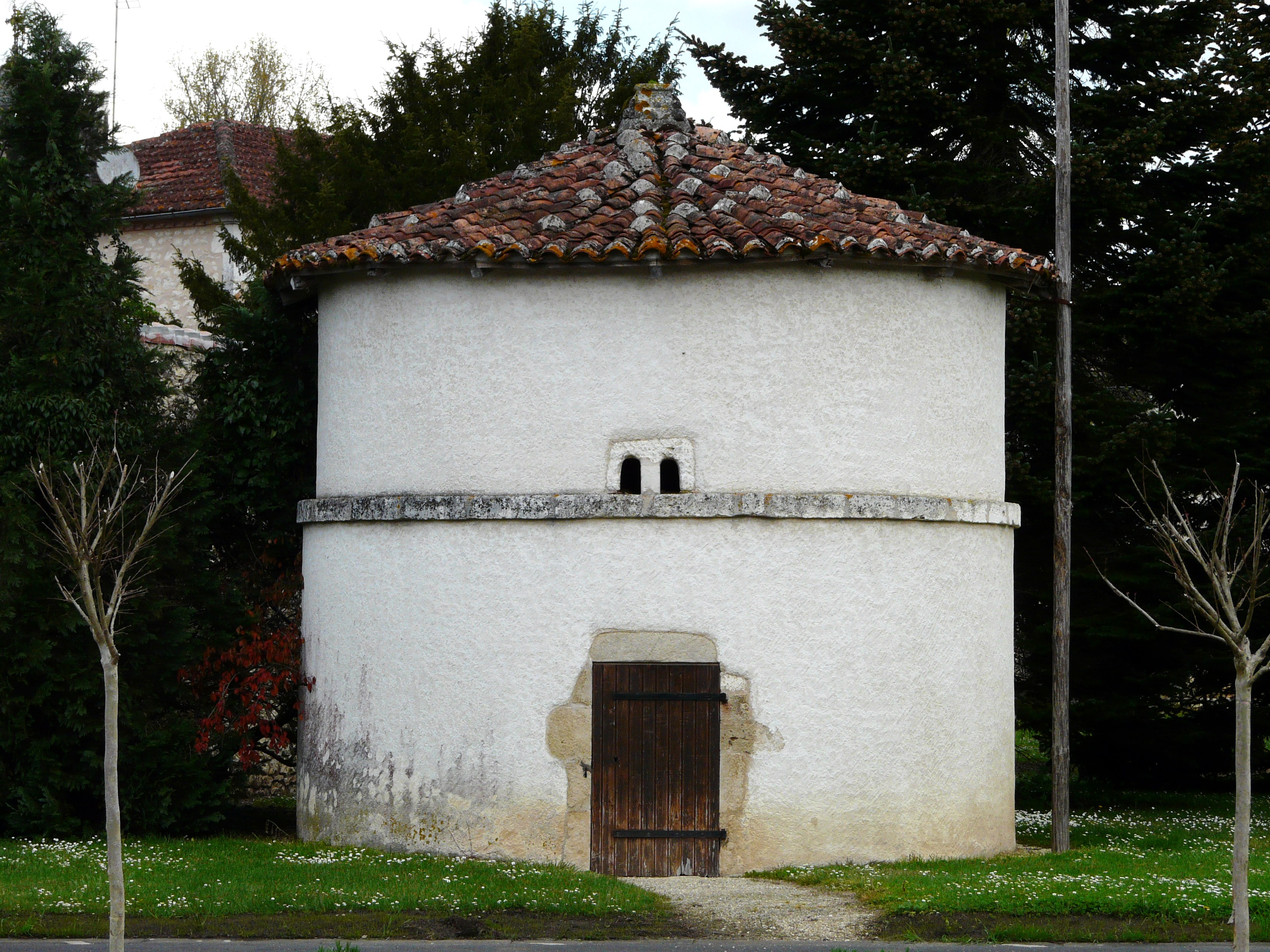
Le pigeonnier du bourg.
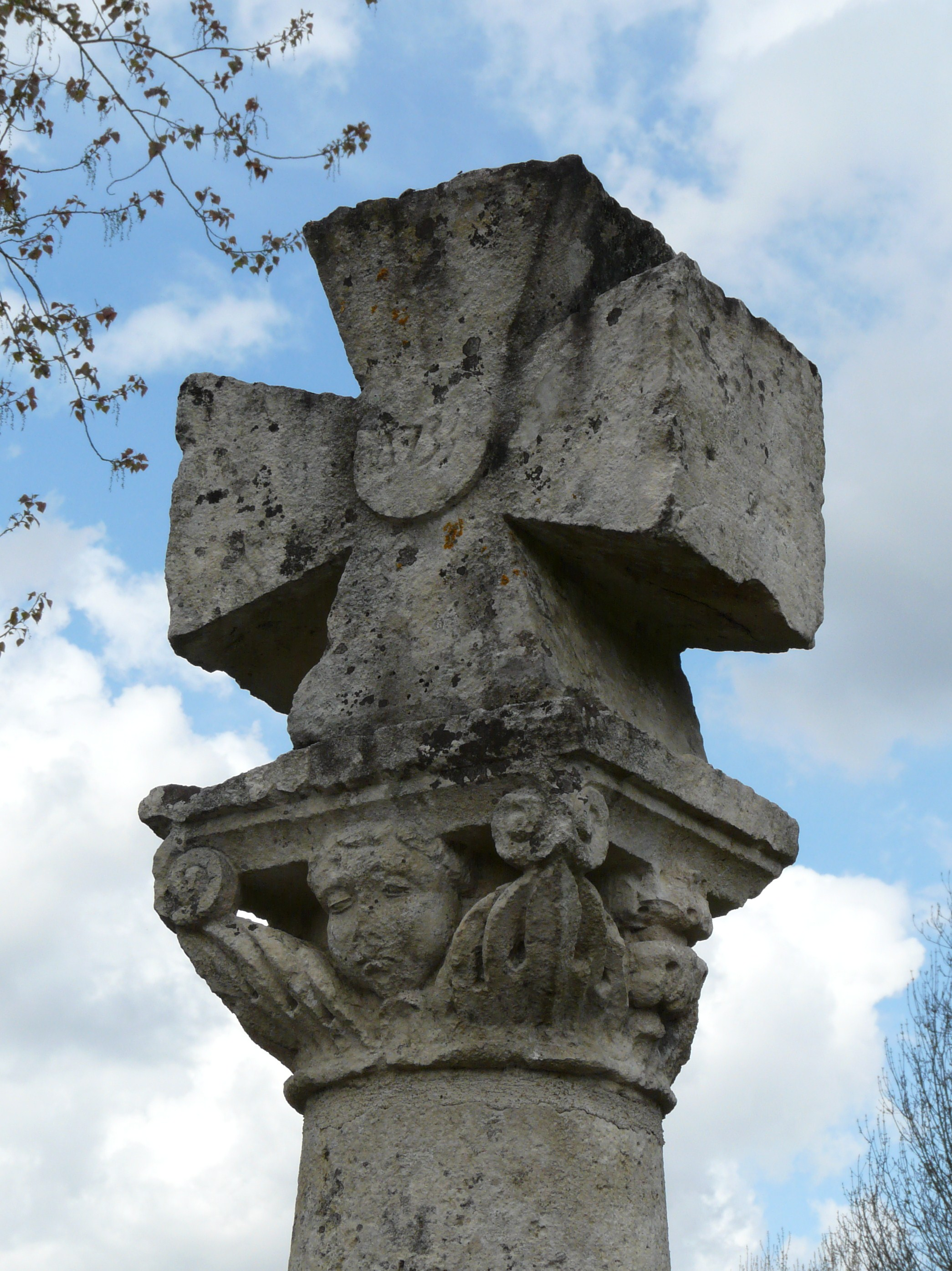
Détail d'une croix dans le bourg.
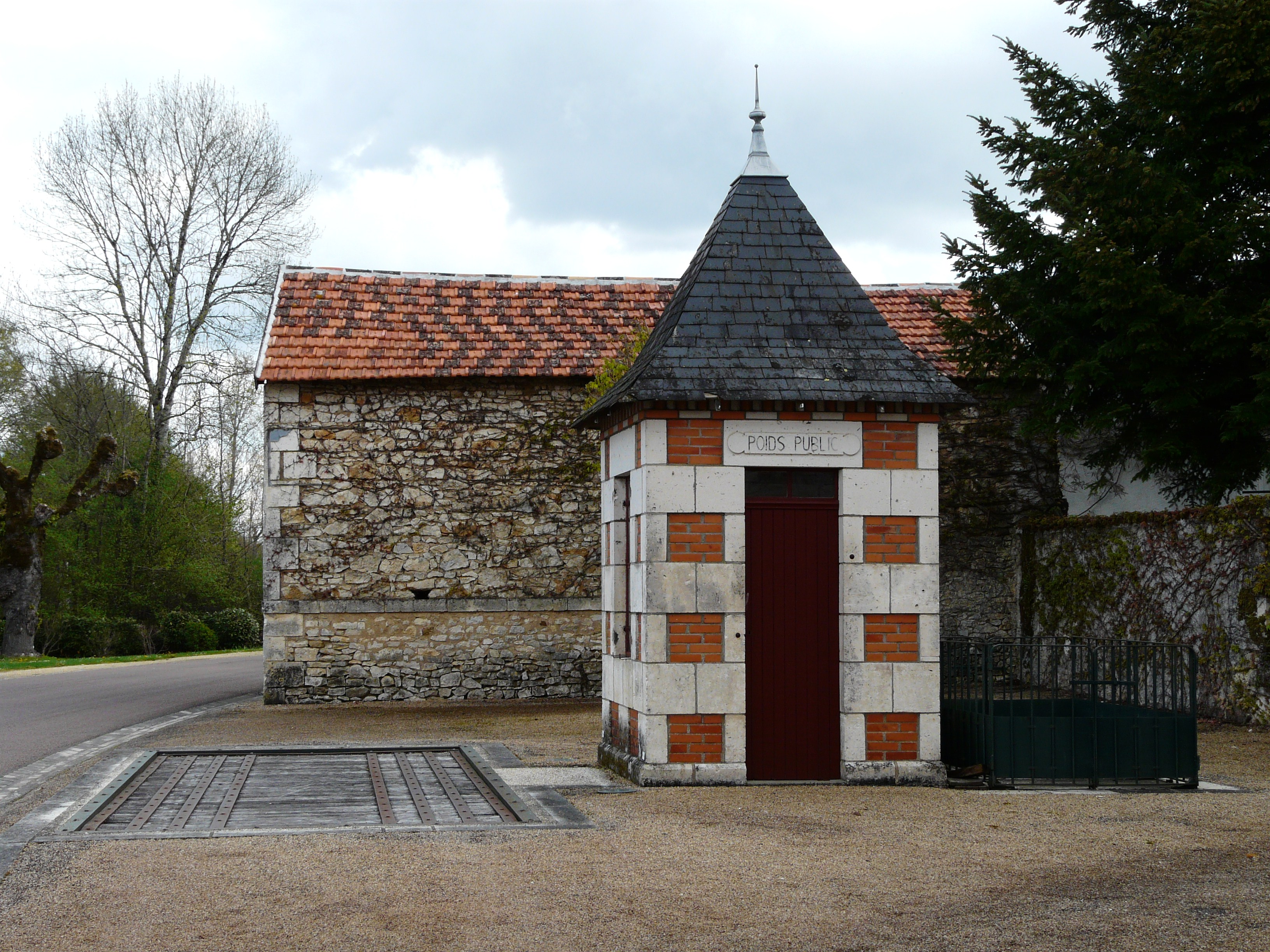
La bascule publique.

### Patrimoine naturel

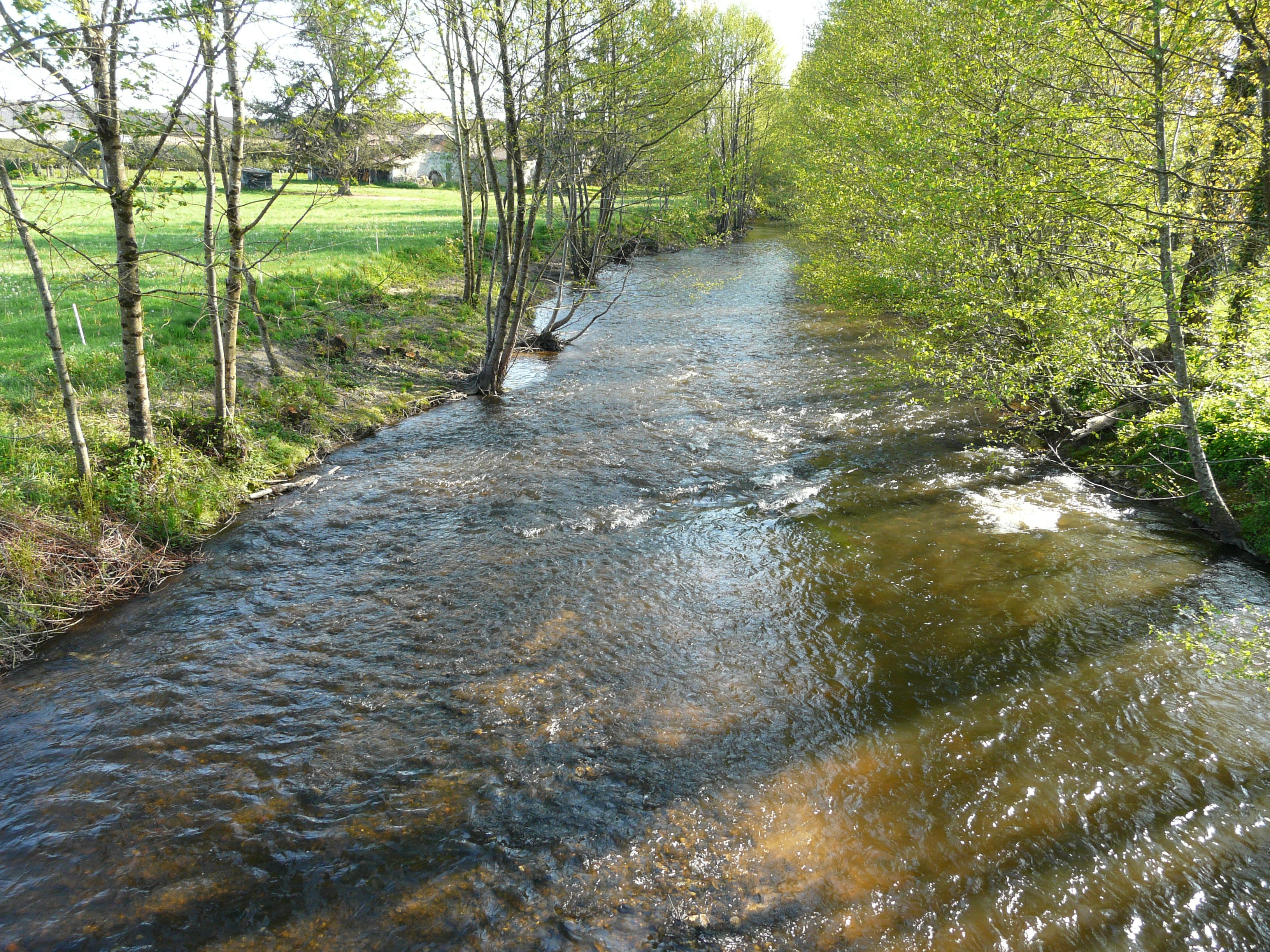
La Dronne en aval de Pombol.

Entre les hameaux de Pombol et Chazelles, une zone naturelle d'intérêt écologique, faunistique et floristique (ZNIEFF) de type I s'étend sur 115 hectares et 4 kilomètres de long. Elle est principalement composée de prairies humides et abrite une flore intéressante notamment liée aux parois calcaires qui la délimitent,.

### Personnalités liées à la commune
Jean du Barry, chef protestant de la conjuration d'Amboise, était seigneur du Château de la Renaudie.

## Pour approfondir